# Korps z.b.V. Kleffel
Het Korps z.b.V. Kleffel (Duits: Generalkommando z.b.V. Kleffel) was een Duits legerkorps van de Wehrmacht tijdens de Tweede Wereldoorlog, genoemd naar de eerste commandant, Philipp Kleffel. Het korps voerde verdedigende gevechten in Litouwen en Letland uit en werd daarna in de Koerland-pocket ingesloten. 

## Krijgsgeschiedenis

### Oprichting

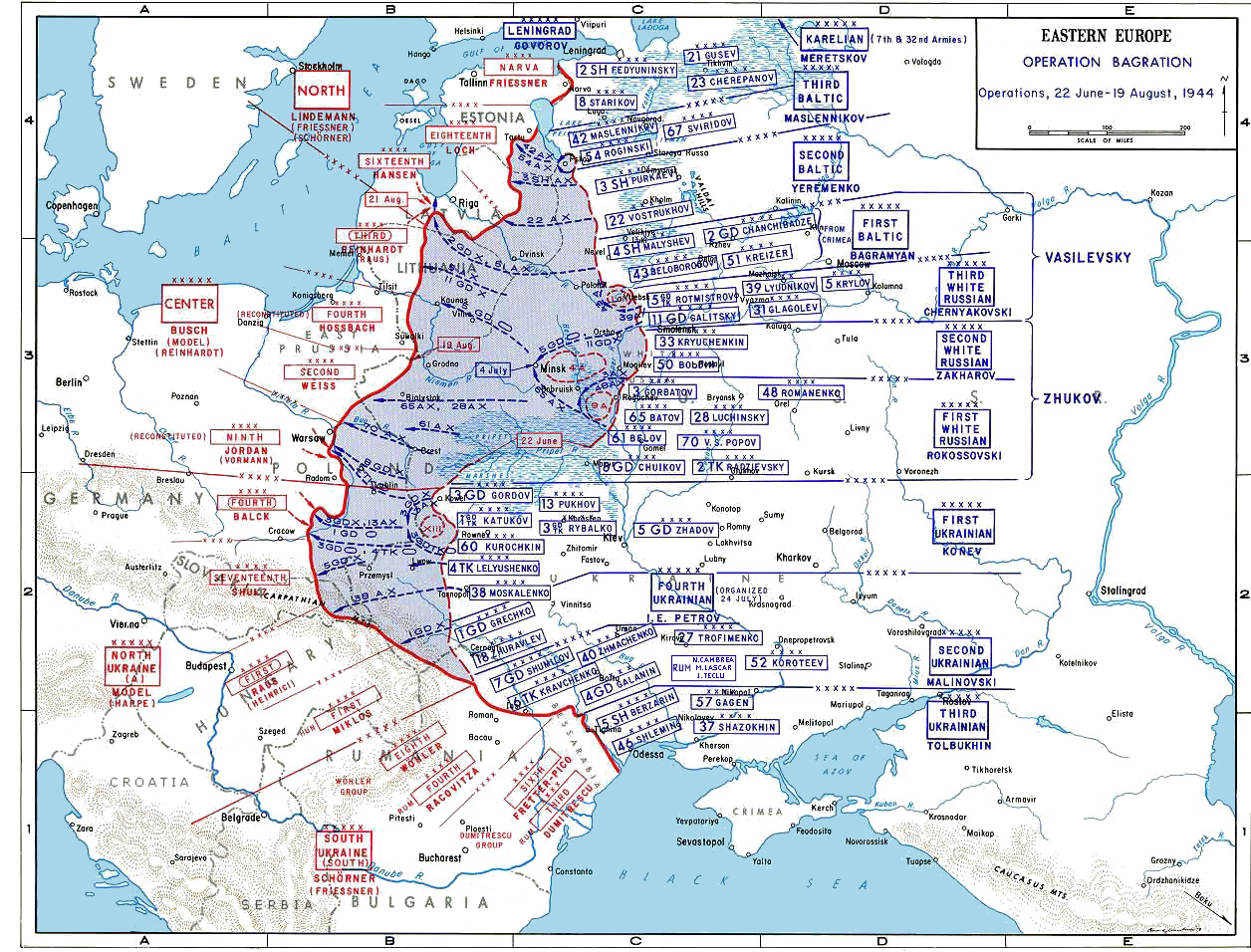
Op deze overzichtskaart is de situatie rond Riga in beeld

Het Korps z.b.V. (zur besonderen Verwendung), vernoemd naar zijn eerste commandant Philipp Kleffel, werd opgericht in juli 1944 in Litouwen bij Heeresgruppe Nord uit de staf van de (opgeheven) 285e Beveiligingsdivisie.

### Inzet
Het Duitse 16e Leger stond sinds het begin van het Sovjet-zomeroffensief in zware defensieve gevechten. Op 19 doorbraken Sovjet-eenheden de dunne linies van het korps en stootten door tot Kamajai aan de Šetekšna, ongeveer 14 km zuidelijk van Rokiškis. Het korps bouwde een nieuwe frontlijn op ten noorden van deze plaats. Tot 25 juli voerde het korps beveiligingsopgaven uit in het gat naar Heeresgruppe Mitte. Op 26 juli ging Šeduva verloren en drong het Rode Leger richting Šeduva, dat de volgende dag verloren ging. Een ontzettingspoging van het korps mislukte. Op 28 juli lag het korps langs de Mūša. Twee dagen later bereikte het 51e Sovjetleger bij Tukums de Golf van Riga. Het korps lag nu bij Riga en beschermde het oostelijke front van deze corridor tegen verder uitbreiding. Tijdens Operatie Doppelkopf slaagde Pantserdivisie Strachwitz erin op 20 augustus via Tukums weer verbinding met het korps te maken. Daarmee was de verbinding tussen de Heeresgruppe Nord en Heeresgruppe Mitte weer intact. Het korps nam nu de verdediging rond de noordelijke “kop” van de Sovjet-uitstulping bij Jelgava voor zijn rekening. In september vonden hier nog zware gevechten plaats. Nadat de Sovjets begin oktober ten zuiden van Liepāja de kust van de Oostzee hadden bereikt, was dit het begin van de vorming van de Koerland-pocket. Het korps nam hier een deel van de frontlijn in.
Het Korps z.b.V. Kleffel werd op 30 oktober 1944 omgedoopt in 16e Legerkorps in Koerland.

## Bovenliggende bevelslagen
| Leger     | Legergroep        | Plaats/regio          | Begin     | Eind            |
| --------- | ----------------- | --------------------- | --------- | --------------- |
| 16. Armee | Heeresgruppe Nord | Dvina, Riga, Koerland | juli 1944 | 30 oktober 1944 |

## Commandanten
| Rang                   | Naam                 | Begin           | Eind            |
| ---------------------- | -------------------- | --------------- | --------------- |
| General der Kavallerie | Philipp Kleffel      | juli 1944       | 20 oktober 1944 |
| Generalleutnant        | Horst von Mellenthin | 20 oktober 1944 | 30 oktober 1944 |